# Schachried
Das Schachried ist ein mit Verordnung vom 15. Februar 2005 des Regierungspräsidiums Tübingen ausgewiesenes Naturschutzgebiet (NSG-Nummer 4.310) im Nordosten der Gemeinde Kressbronn am Bodensee und im Südwesten der zu Tettnang gehörenden Gemarkung Langnau in Baden-Württemberg in Deutschland.

## Lage
Das rund elf Hektar große Naturschutzgebiet Schachried – etwa acht Hektar liegen auf Kressbronner, rund drei Hektar auf Tettnanger Gebiet – gehört zum Naturraum Westallgäuer Hügelland. Es erstreckt sich nordöstlich des Kressbronner Ortsteils Riedensweiler, südlich des Schleinsees, westlich des zu Tettnang gehörenden Weilers Wettis und südwestlich des Degersees auf einer Höhe von 480 m ü. NHN. Innerhalb der Flurkarten wird dieses Gebiet mit den Gewannen Schachried und Schalkriedmoos bezeichnet.

## Geologie
In der Würm-Eiszeit, vor etwa 20.000 Jahren, prägte der Rhein-Vorlandgletscher die Landschaft um das Schachried. Die Drumlins stellen hier heute die typische Geländeform dar. Im Norden (Schachhalde) und Süden (Langenberg) ist das Schachried von würmzeitlichen Moränen umgeben. Dazwischen entstand ein Verlandungsmoor mit einer Schichtfolge von Seggentorfen über Schwemmtorf und Mulden.

## Schutzzweck
Gemäß der FFH-Richtlinie von 1992 sind die zentralen Niedermoorbereiche des Schutzgebiets von gemeinschaftlicher Bedeutung und Bestandteil des Naturschutz- und Landschaftsschutzgebiets „Argen und Feuchtgebiete südlich Langnau“.
Wesentlicher Schutzzweck ist die Erhaltung und Aufwertung des großflächigen Flachmoorkomplexes mit verschiedenen Biotoptypen.

Der besondere Schutz gilt der Erhaltung der Moorböden sowie den Streu- und Pfeifengraswiesen mit ihrem floristischen Artenreichtum.

## Flora und Fauna

### Flora

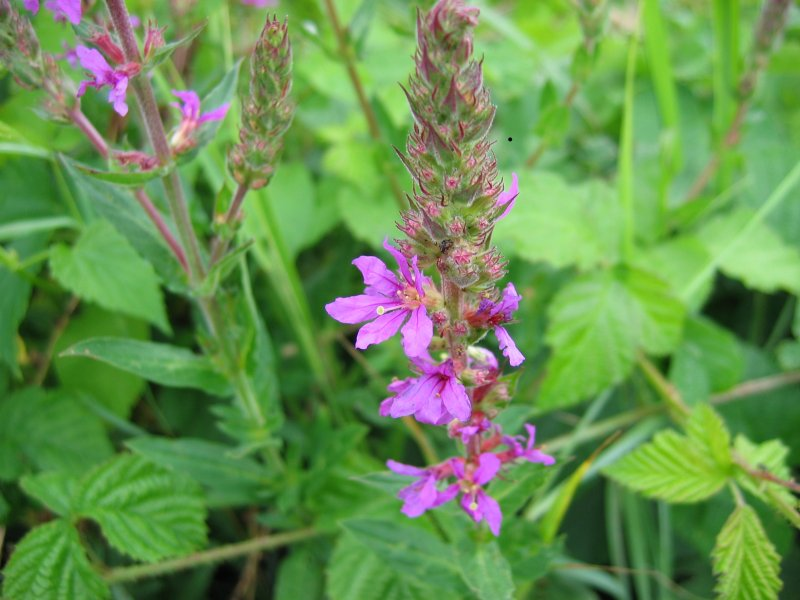
Gewöhnlicher Blutweiderich
(Lythrum salicaria)

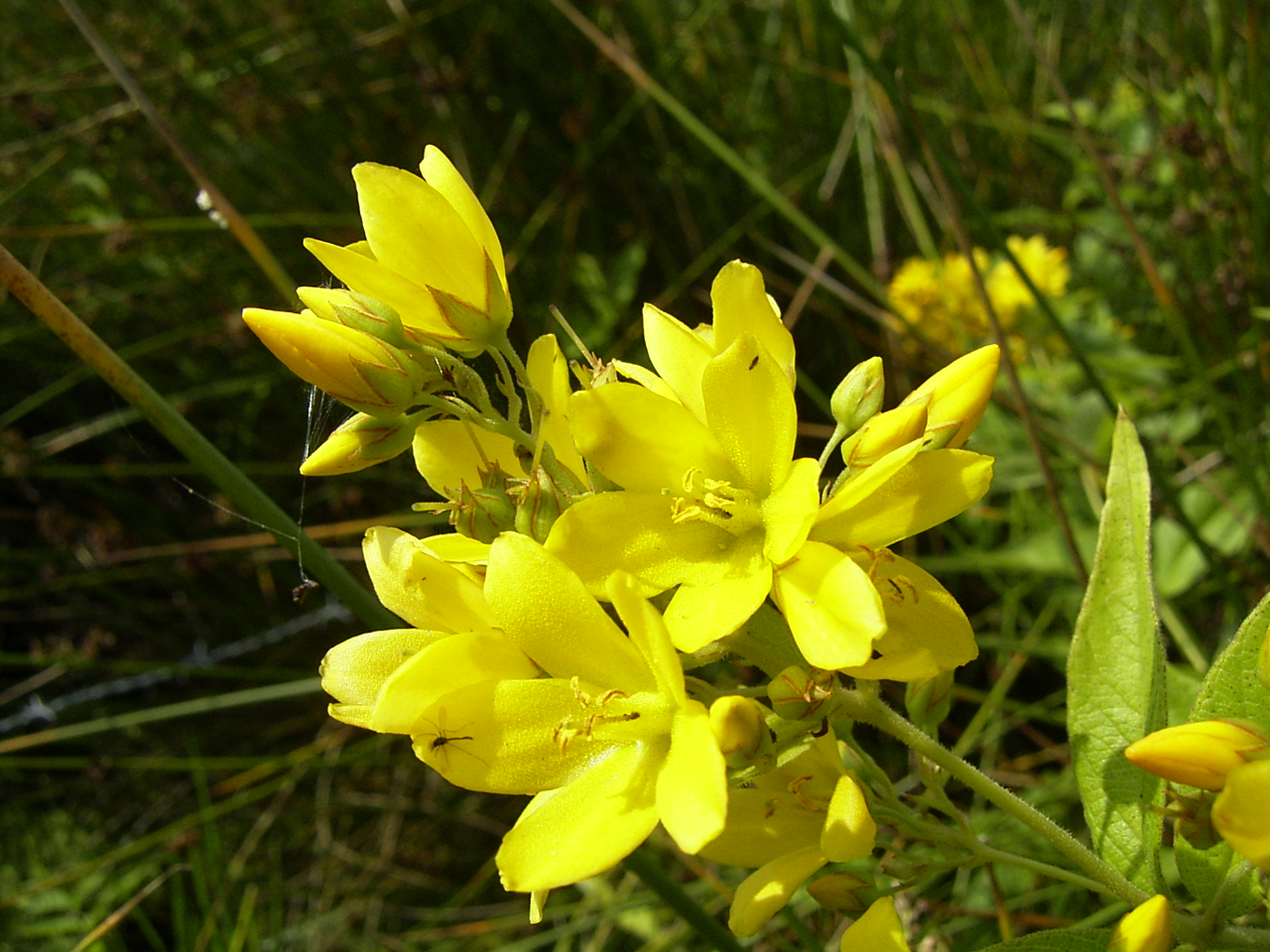
Gewöhnlicher Gilbweiderich
(Lysimachia vulgaris)

Aus der schützenswerten Flora sind folgende Pflanzenarten (Auswahl) zu nennen:
- Birkengewächse
  - Moor-Birke (Betula pubescens), auch Haar-, Besen- oder Behaarte Birke
- Fieberkleegewächse
  - Fieberklee oder Bitterklee (Menyanthes trifoliata); die einzige Art der Gattung Menyanthes
- Hahnenfußgewächse
  - Akeleiblättrige Wiesenraute (Thalictrum aquilegifolium), auch Amstelraute
  - Sumpfdotterblume (Caltha palustris)
- Heidekrautgewächse
  - Besenheide (Calluna vulgaris), auch Heidekraut; die einzige Pflanzenart der Gattung Calluna
  - Heidelbeere (Vaccinium myrtillus), auch Blau- oder Waldbeere
- Kardengewächse
  - Gewöhnlicher Teufelsabbiss (Succisa pratensis), auch einfach Abbiss oder Teufelwurz
- Korbblütler
  - Gewöhnlicher Wasserdost (Eupatorium cannabinum), auch Wasserhanf
  - Kohldistel, besser Kohl-Kratzdistel (Cirsium oleraceum)
- Myrsinengewächse
  - Gewöhnlicher Gilbweiderich (Lysimachia vulgaris), auch Gewöhnlicher Felberich
- Primelgewächse
  - Mehlprimel (Primula farinosa) oder Mehlige Schlüsselblume
- Rosengewächse
  - Echtes Mädesüß (Filipendula ulmaria)
- Sauergrasgewächse
  - Breitblättriges Wollgras (Eriophorum latifolium)
  - Rostrotes Kopfried (Schoenus ferrugineus)
- Weiderichgewächse
  - Gewöhnlicher Blutweiderich (Lythrum salicaria)

Von den bisher im Schachried festgestellten Pflanzenarten, gelten nach der Roten Liste gefährdeter Arten von Baden-Württemberg sieben Arten als schonungsbedürftig, neunzehn Arten als gefährdet und fünf Arten als stark gefährdet. Hiervon sind fünfzehn Arten nach der Bundesartenschutzverordnung (BArtSchV) besonders geschützt.

### Fauna
Aus der schützenswerten Fauna sind folgende Tierarten zu nennen:
- Heilziest-Dickkopffalter (Carcharodus floccifera); ein Schmetterling (Tagfalter) aus der Familie der Dickkopffalter
- Lungenenzian-Ameisenbläuling (Phengaris alcon), auch Kleiner Moorbläuling; ein Schmetterling (Tagfalter) aus der Familie der Bläulinge
- Grasfrosch (Rana temporaria); eine Art aus der Familie der Echten Frösche
- Skabiosen-Scheckenfalter (Euphydryas aurinia)

#### Im Schachried beobachtete Tiere

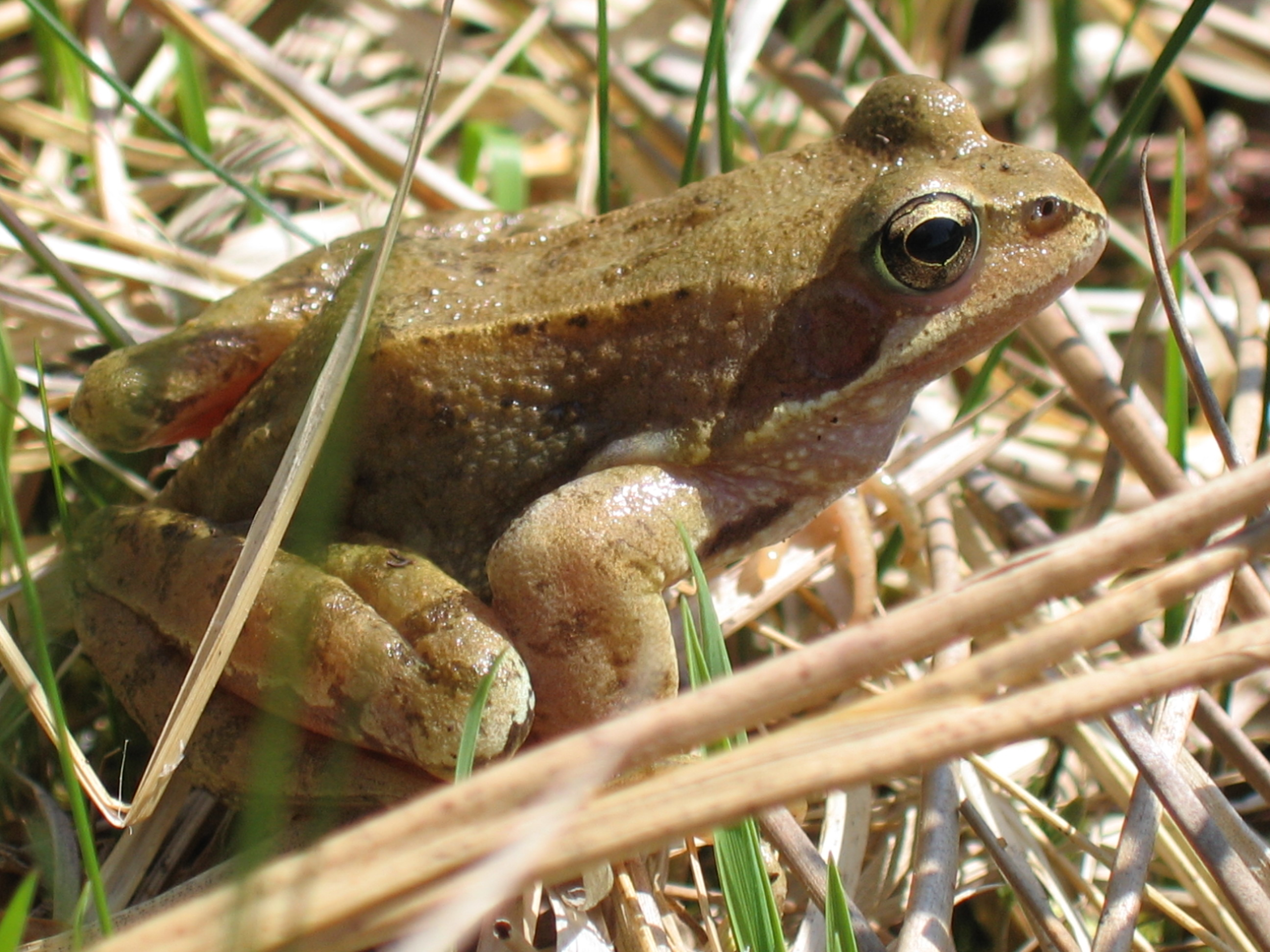
Grasfrosch (Rana temporaria)
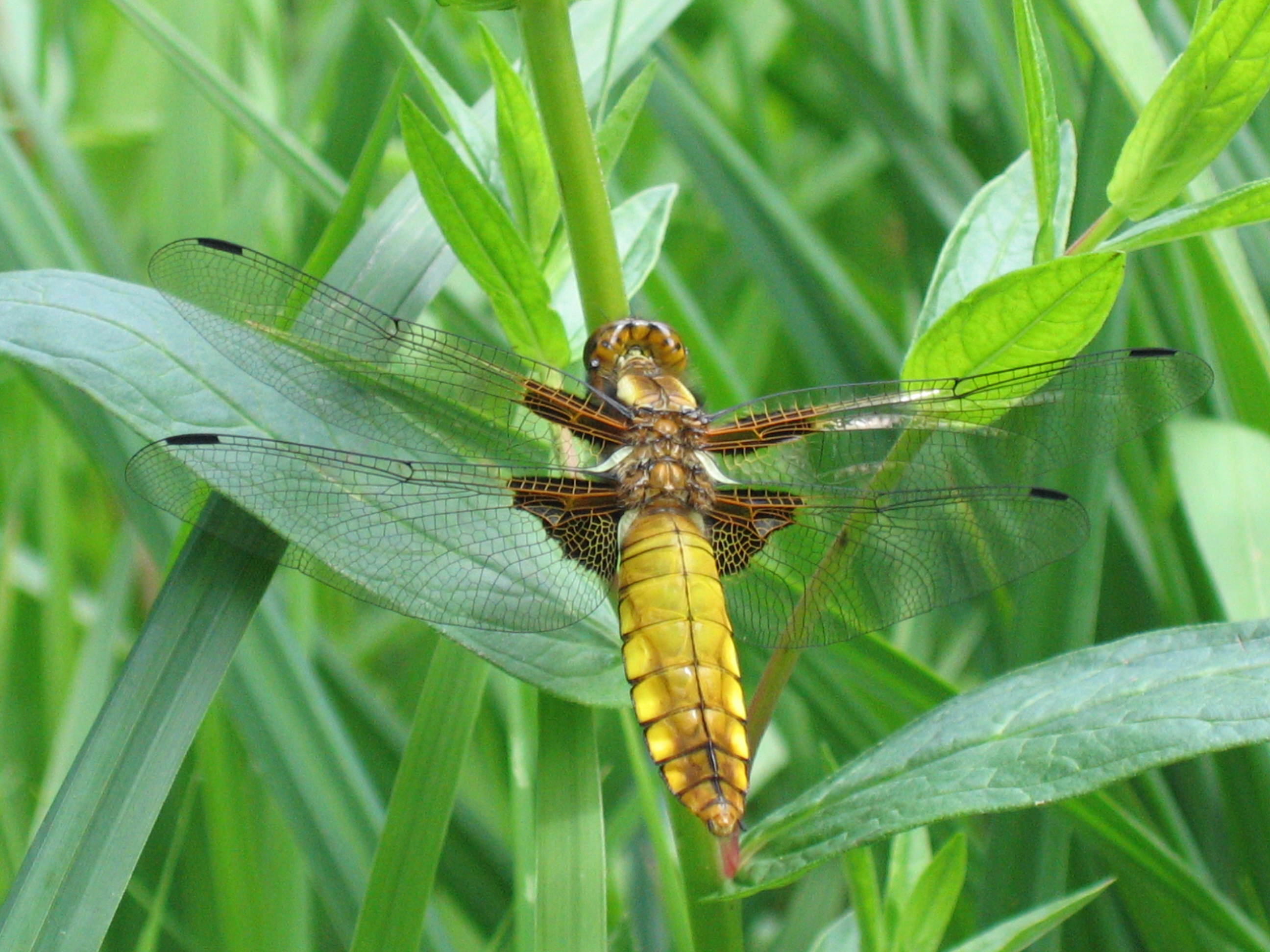
Plattbauch-Weibchen (Libellula depressa)

## Unglück
Anfang Februar 2012 war ein Pferd samt Reiter in einen zugefrorenen Entwässerungsgraben des Schachrieds eingebrochen. Mithilfe eines Radladers und Bandschlingen konnte das Tier von der Kressbronner Freiwilligen Feuerwehr aus dem Graben befreit und an den Halter übergeben werden.